# كارل ويلهلم غوتليب ليوبولد
كارل ويلهلم غوتليب ليوبولد (بالألمانية: Leopold Fuckel)‏ (و. 1821 – 1876 م) هو عالم نبات، واخصائي فطريات من ألمانيا . ولد في رايشلسهايم .
توفي في فيينا .